# Leptotarsus (Longurio) luteistigma
Leptotarsus (Longurio) luteistigma is een tweevleugelige uit de familie langpootmuggen (Tipulidae). De soort komt voor in het Neotropisch gebied.